# Illa del Segre
L'illa del Segre és una illa fluvial a Vallfogona de Balaguer (la Noguera). A la partida agrícola coneguda com a Segona Marrada, el riu Segre dibuixa un meandre -o marrada, segons el parlar local- on l’acumulació de sediments ha originat una petita illa fluvial. Aquest sector del Segre, d'interès geomorfològic, està inclòs dins la zona humida anomenada "Illa del Segre a la segona marrada", que té una superfície total de 13,31 hectàrees.
L'illa ha quedat en part ja unida al marge esquerre, però pot tornar a separar-se del marge en èpoques de fort cabal. De fet, la morfologia de tota la zona es transforma d'un any a un altre, seguint la dinàmica hidrològica. La vegetació de ribera de l’illa i els marges del Segre està formada per salzedes i alberedes. Hi apareixen espècies com el salze blanc (Salix alba), el saulic (Salix purpurea), el tamariu (Tamarix canariensis), l'àlber (Populus alba), el pollancre (Populus nigra), el vern (Alnus glutinosa), el freixe (Fraxinus angustifolia), etc. Entre els hàbitats destaquen també els codolars, amb alguns salzes, que es formen a tocar de la llera del riu, així com els herbassars anuals i les gespes vivaces, de caràcter nitròfil, que colonitzen els sediments fluvials. Pel que fa als ocells, el corriol petit (Charadriusdubius) hi és un nidificant possible. L'espai acull també limícoles durant els passos de migració i a l'hivern.
Els principals factors que afecten negativament l'espai són les activitats d'extracció d'àrids i les plantes de tractament associades que es desenvolupen a les terrasses fluvials, així com l'expansió dels conreus, que eliminen el bosc de ribera. També es detecten abocaments de runes i residus diversos, en alguns punts.